# Niquero
Niquero är en ort i Kuba.   Den ligger i provinsen Provincia Granma, i den sydöstra delen av landet, 600 km sydost om huvudstaden Havanna. Niquero ligger 10 meter över havet och antalet invånare är 18 771.
Terrängen runt Niquero är platt. Havet är nära Niquero åt nordväst. Runt Niquero är det ganska tätbefolkat, med 78 invånare per kvadratkilometer. Niquero är det största samhället i trakten. Omgivningarna runt Niquero är en mosaik av jordbruksmark och naturlig växtlighet.